# 日本マンガ塾
日本マンガ塾（にほんマンガじゅく）は、東京都千代田区神田にある漫画の無認可校。日本国内で唯一、漫画のみを教えることに特化している（2022年現在）。

## 概要
2000年（平成12年）4月、漫画のコンテンツに携わる漫画家・クリエイターの育成を目的に開校。漫画に特化した教育体制と1クラス20人程度の少人数制を採用している。
2021年（令和3年）度からは、Zoomを活用したオンライン講義と来校授業を併せた新教育体制に移行する予定。

## 設置学科コース編成

### プロ養成科
- 全日制・2年修了制のコース。2時間授業5科目選択することができる。
- 2021年度から2時間授業5科目のオンライン授業と来校授業を併用したシステムに変更される。

### 土曜科
- 2年修了制・2時間授業3科目のコース。土曜日に開講される。
- プロ養成科と同様にオンライン授業と来校授業のカリキュラムとなる。

### MDC通信コース
- DVD・資料教材による通信学習。講師による添削サポート付き。

## 提携校

### KTCおおぞら高等学院
- みらい学科・マンガイラストコース（広域通信制・単位制高等学校）

### 九段日本文化研究所・日本語学院
- マンガコース（留学生対象）

## 実績
これまで連載作家19名、デビュー者46名、受賞者80名以上を輩出している。（2017年7月時点）

### 連載作家
- 西荻亨（デンシバーズ／幻冬舎：『能面ちゃんと下僕さん』）
- 神内アキラ（別冊コロコロコミックspecial／小学館：『たすけて!ドクター・ドク太』）
- 清水茜（月刊少年シリウス／講談社：『はたらく細胞』）
- かしわもか（WEBコミックぜにょん／ノース・スターズ・ピクチャーズ：『まりもとくんこまってる』）
- 汽笛裕蔵（GANMA！／コミックスマート『ほてるい』）
- 朱良観（ビッグコミックスペリオール／小学館：『すみれの花咲くガールズ』）
- 浦田カズヒロ（マンガボックス／DeNA：『僕のおじいちゃんが変な話する!』他）
- 荒木光（週刊ヤングマガジン／講談社：『僕たちがやりました』（作画）他）
- 竹内友（月刊少年マガジン／講談社：『ボールルームへようこそ』）
- 仲津興（ヤングガンガン／スクウェア・エニックス：『カルテット！』）
- 梅山たらこ（別冊少年マガジン／講談社：『君を回したい。』他）
- 井出圭亮（週刊ヤングジャンプ／集英社：『オキザリスの旗 長宗我部元親伝』、週刊ヤングマガジン／講談社『何度、時をくりかえしても本能寺が燃えるんじゃが!?』（原作）他）
- えりんご（Sho-Comi／小学館：『純情⇄腹黒カレシ』他）
- 杉しっぽ（Sho-Comi／小学館：『恋するヴァンパイア』他）
- 友安よーいち（月刊少年ライバル／講談社：『つむじVS.（バーサス）』、月刊少年チャンピオン／秋田書店：『ジューリョーAGAIN』）
- 鈴木一世（別冊ヤングマガジン／講談社：『ゲヘヘのヌベコ』）
- 浜田ブリトニー（ビッグコミックスピリッツ／小学館：『パギャル！』、月刊スピリッツ／小学館：『センター街のマリーへ』、サンデーGX『浜田ブリトニーの漫画でわかる萌えビジネス』、ALBA TROSS-VIEW／ALBA）
- いわさわ正泰（月刊少年チャンピオン／秋田書店：『もっと野球しようぜ！』他、週刊少年サンデー超／小学館：『サブテン！』（作画））
- ゆきち（みこすり半劇場／ぶんか社、東京新聞イラストカット、日刊スポーツ）

### 関連書籍
- 『日本マンガ塾のマンガデッサン基本レッスン』]（漫画の描き方を解説）監修：日本マンガ塾、出版：大泉書店、ISBN 978-4278053296

- 『感動の条件 -序章-「心を育てる」感動コミック』]（大分県中津市の起業家をモチーフにしたノンフィクションコミック）著作：田原実、編集：日本マンガ塾、出版：ロングセラーズ、ISBN 978-4845422227
- 『感動の条件　生まれてきてくれてありがとう』出版： インフィニティ ISBN 978-4-8454-2222-7
- 『大江戸知らないことばかり』出版：NHK出版（実用書内マンガ制作）ISBN 978-4-14-081743-8
- 『日本マンガ塾のマンガデッサン基本レッスン』出版：大泉書店  ISBN 978-4278053296
- 『Strategic！』出版：NIコンサルティング ISBN 490731101X
- 『まんがで身につく孫氏の兵法』出版：あさ出版 ISBN 978-4860637323
- 『まんがの描き方入門』出版：学研プラス ISBN 978-4058114155
- 『人は見た目が9割』出版：実用書内マンガ制作,新潮社 ISBN 4065170095

### 制作実績
- DVD『学校裏サイト』プロモーション用漫画制作
- ゲーム『喧嘩番長』プロモーション用漫画制作
- タカラトミー マンガ教本キット制作 『14日間マンガ家コース』制作協力
- 日本税理士会連合　啓蒙用マンガ制作『新人税理士　白石桜がんばってます！』
- NHKエンタープライズ『派遣のオスカル』劇中マンガ制作
- スローラーナー　劇場版『ゲゲゲの女房』劇中マンガ制作ほか
- オフィスクレッシェンド　劇場版『バクマン。』劇中マンガ制作
- 地域の芽生え　防災用マニュアルマンガ制作
- トヨタ自動車　人材教育マンガ制作　『TOYOTA　MANAGEMENT』
- NTTデータ　人材教育マンガ制作　『問題を突破するコミュニケーション』

### 塾生の活躍
相次いで塾生の作品がメディア化されている。

#### TVアニメ
- 『ボールルームへようこそ』TOKYO MX／竹内友（月刊少年マガジン／講談社）アニメーション制作 Production I.G
- 『はたらく細胞』アニプレックス／清水茜（月刊少年シリウス／講談社）アニメーション制作 david production

##### TVドラマ
- 『僕たちがやりました』フジテレビ／荒木光（週刊ヤングマガジン／講談社）